# Liste der Kulturgüter in Aarberg
Die Liste der Kulturgüter in Aarberg enthält alle Objekte in der Gemeinde Aarberg im Kanton Bern, die gemäss der Haager Konvention zum Schutz von Kulturgut bei bewaffneten Konflikten, dem Bundesgesetz vom 20. Juni 2014 über den Schutz der Kulturgüter bei bewaffneten Konflikten sowie der Verordnung vom 29. Oktober 2014 über den Schutz der Kulturgüter bei bewaffneten Konflikten unter Schutz stehen.
Objekte der Kategorien A und B sind vollständig in der Liste enthalten, Objekte der Kategorie C fehlen zurzeit (Stand: 13. Januar 2024). Unter übrige Baudenkmäler sind geschützte Objekte zu finden, die im Bauinventar des Kantons Bern als «schützenswert» verzeichnet sind.

## Kulturgüter
| Foto |                                                                | Objekt                                                   | Kat. | Typ | Standort                              | Beschreibung |
| ---- | -------------------------------------------------------------- | -------------------------------------------------------- | ---- | --- | ------------------------------------- | --- |
| ja   | Datei hochladen · Wikidata zu Gedeckte Holzbrücke (Q3397517)   | Gedeckte Holzbrücke KGS-Nr.: 00578                       | A    | G   | Stadtplatz 587521 / 210300            | In den Jahren 1566 bis 1569 erbaute gedeckte Holzbrücke über die Alte Aare. Auf drei steinernen Pfeilern ruhende Holzkonstruktion mit einfachen Hängewerken und offenem Dachstuhl unter leicht abgewalmtem Satteldach. Die Längsbalken liegen auf eichenen Sattelhölzern, die mit Bügen auf die Pfeiler abgestützt sind.           |
| ja   | Datei hochladen · Wikidata zu Liechtihaus (Q19362460)          | Liechtihaus KGS-Nr.: 09766                               | A    | G   | Kappelenstrasse 1 587380 / 210295     | Besonders mächtiges Bauernhaus unter Mansarddach, erbaut im frühen 19. Jahrhundert. Aus grossen Kalksteinquadern errichtetes Erdgeschoss, darüber Obergeschoss in sandsteinfarbig gefasstem Fachwerk. Daran angebaut ist ein langer Ökonomieteil mit zwei Tennen. Bezüglich Volumen und Gestaltung ist dieser Gutshof einzigartig. |
| ja   | Datei hochladen · Wikidata zu Reformierte Kirche (Q29651606)   | Reformierte Kirche KGS-Nr.: 00581                        | B    | G   | Stadtplatz 39 587585 / 210287         | 1575 erbautes Kirchengebäude im spätgotischen Stil, mit mächtigem Turm von 1526 aus Kalk- und Sandsteinquadern. Der Vorgängerbau aus dem 15. Jahrhundert war bis zur Reformation dem Heiligen Mauritius geweiht. Saalkirche mit eingezogenem, niedrigem Polygonalchor hinter spitzem Triumphbogen. Barocke Innenausstattung.       |
| ja   | Datei hochladen · Wikidata zu Schloss Aarberg (Q4661682)       | Schloss Aarberg (Amthaus) KGS-Nr.: 00582                 | B    | G   | Stadtplatz 33 587620 / 210310         | Von 1608 bis 1610 erbautes schlossähnliches Verwaltungsgebäude, umgebaut im 18. Jahrhundert. Repräsentativer, giebelständiger Putzbau unter geknicktem Viertelwalmdach und barockisierter Fassade. An der Südwestseite angebaut ist ein sechseckiger Treppenturm unter Spitzhelm.                                                  |
| ja   | Datei hochladen · Wikidata zu Zuckerfabrik, Altbau (Q29651611) | Presswürfelhalle der Zuckerfabrik, Altbau KGS-Nr.: 00583 | B    | G   | Radelfingenstrasse 60 587625 / 209689 | Ältester Bestandteil der Zuckerfabrik Aarberg. |

## Übrige Baudenkmäler
Hinweis: Anstelle der KGS-Nummer wird als Objekt-Identifikator (ID) die Grundstücksnummer verwendet.
| ID   | Foto | | Objekt                                                | Typ | Standort                              | Beschreibung |
| ---- | ---- | -------------------------------------------------------------------------------------------------- | ----------------------------------------------------- | --- | ------------------------------------- | ------------ |
| 14   | ja   | Datei hochladen · Wikidata zu Gartenpavillon (18. Jh.) (Q105969989)                                | Gartenpavillon (18. Jh.)                              | G   | Stadtplatz 33a 587616 / 210276        |              |
| 50   | ja   | Datei hochladen · Wikidata zu Ehemaliges Transformatorenhaus (1920) (Q105981993)                   | Ehemaliges Transformatorenhaus (1920)                 | G   | Stadtplatz 37a 587591 / 210252        |              |
| 50   | ja   | Datei hochladen · Wikidata zu Feuerwehrmagazin (19. Jh.) (Q105982082)                              | Feuerwehrmagazin (19. Jh.)                            | G   | Stadtplatz 37 587613 / 210273         |              |
| 50   | ja   | Datei hochladen · Wikidata zu Kirchgemeindehaus (1958) (Q113369613)                                | Kirchgemeindehaus (1958)                              | G   | Stadtplatz 39a 587590 / 210264        |              |
| 51   | ja   | Datei hochladen · Wikidata zu Oberer Brunnen (1837) (Q114614585)                                   | Oberer Brunnen (1837)                                 | K   | Stadtplatz 587627 / 210366            |              |
| 51   | ja   | Datei hochladen · Wikidata zu Unterer Brunnen (1837) (Q114615162)                                  | Unterer Brunnen (1837)                                | K   | Stadtplatz 587669 / 210417            |              |
| 52   | ja   | Datei hochladen · Wikidata zu Rathaus (1817) (Q114615615)                                          | Rathaus (1817)                                        | G   | Stadtplatz 26 587644 / 210422         |              |
| 53   | ja   | Datei hochladen · Wikidata zu Ehemaliges Spital (Q114616177)                                       | Ehemaliges Spital (1751)                              | G   | Stadtplatz 4 587681 / 210464          |              |
| 88   | ja   | Datei hochladen · Wikidata zu Sekundarschulhaus mit Turnhalle (1914/15) (Q114616994)               | Sekundarschulhaus mit Turnhalle (1914/15)             | G   | Nidaustrasse 7 587648 / 210613        |              |
| 104  | ja   | Datei hochladen · Wikidata zu Geschäftshaus, heute Gemeindeverwaltung (1903/04) (Q123508546)       | Geschäftshaus, heute Gemeindeverwaltung (1903/04)     | G   | Stadtplatz 46 587602 / 210374         |              |
| 105  | ja   | Datei hochladen · Wikidata zu Ehemaliges Armenhaus (1792) (Q126342097)                             | Ehemaliges Armenhaus (1792)                           | G   | Bielstrasse 12 587281 / 210339        |              |
| 115  | ja   | Datei hochladen · Wikidata zu Wohn- und Geschäftshaus (1. Hälfte 19. Jh.) (Q126341841)             | Wohn- und Geschäftshaus (1. Hälfte 19. Jh.)           | G   | Stadtplatz 58 587580 / 210350         |              |
| 138  | ja   | Datei hochladen · Wikidata zu Wohn- und Geschäftshaus (um 1780) (Q126341806)                       | Wohn- und Geschäftshaus (um 1780)                     | G   | Stadtplatz 3 587702 / 210426          |              |
| 160  | ja   | Datei hochladen · Wikidata zu Wohnstock (um 1830) (Q126342150)                                     | Wohnstock (um 1830)                                   | G   | Murtenstrasse 2 587458 / 210298       |              |
| 163  | ja   | Datei hochladen · Wikidata zu Restaurant Rathaus (um 1780) (Q126342125)                            | Restaurant Rathaus (um 1780)                          | G   | Stadtplatz 24 587648 / 210426         |              |
| 164  | ja   | Datei hochladen · Wikidata zu Käfigturm (13./14. Jh.) (Q126342114)                                 | Käfigturm (13./14. Jh.)                               | G   | Stadtplatz 8 587672 / 210474          |              |
| 165  | ja   | Datei hochladen · Wikidata zu Wohn- und Geschäftshaus (1905) (Q126341715)                          | Wohn- und Geschäftshaus (1905)                        | G   | Stadtplatz 1 587701 / 210432          |              |
| 165  | ja   | Datei hochladen · Wikidata zu Gasthof Falken (1780) (Q126342109)                                   | Gasthof Falken (1780)                                 | G   | Stadtplatz 2 587690 / 210455          |              |
| 181  | ja   | Datei hochladen · Wikidata zu Wohn- & Geschäftshaus (1858) (Q126341817)                            | Wohn- und Geschäftshaus (1858)                        | G   | Stadtplatz 36 587624 / 210398         |              |
| 183  | ja   | Datei hochladen · Wikidata zu Wohn- und Gewerbehaus (18./19. Jh.) (Q126341843)                     | Wohn- und Gewerbehaus (18./19. Jh.)                   | G   | Stadtplatz 6 587675 / 210469          |              |
| 208  | ja   | Datei hochladen · Wikidata zu Wohn- und Geschäftshaus (1858) (Q126341819)                          | Wohn- und Geschäftshaus (1858)                        | G   | Stadtplatz 38 587620 / 210395         |              |
| 216  | ja   | Datei hochladen · Wikidata zu Wohn- und Geschäftshaus (um 1820) (Q126341844)                       | Wohn- und Geschäftshaus (um 1820)                     | G   | Stadtplatz 60 587574 / 210344         |              |
| 219  | ja   | Datei hochladen · Wikidata zu Pfarrhaus (1721) (Q126342116)                                        | Pfarrhaus (1721)                                      | G   | Stadtplatz 43 587573 / 210296         |              |
| 235  | ja   | Datei hochladen · Wikidata zu Wohn- und Geschäftshaus (1655) (Q126341835)                          | Wohn- und Geschäftshaus (1655)                        | G   | Stadtplatz 52 587591 / 210363         |              |
| 255  | ja   | Datei hochladen · Wikidata zu Wohn- und Geschäftshaus (18./19. Jh.) (Q126341838)                   | Wohn- und Geschäftshaus (18./19. Jh.)                 | G   | Stadtplatz 54 587586 / 210358         |              |
| 269  | ja   | Datei hochladen · Wikidata zu Wohn- und Geschäftshaus (2. Hälfte 18. Jh.) (Q126341792)             | Wohn- und Geschäftshaus (2. Hälfte 18. Jh.)           | G   | Stadtplatz 17 587685 / 210384         |              |
| 270  | ja   | Datei hochladen · Wikidata zu Wohn- und Geschäftshaus (18. Jh.) (Q126341825)                       | Wohn- und Geschäftshaus (18. Jh.)                     | G   | Stadtplatz 44 587605 / 210380         |              |
| 273  | ja   | Datei hochladen · Wikidata zu Wohn- und Geschäftshaus (Ende 18. Jh.) (Q126341828)                  | Wohn- und Geschäftshaus (Ende 18. Jh.)                | G   | Stadtplatz 48 587596 / 210371         |              |
| 273  | ja   | Datei hochladen · Wikidata zu Wohn- und Geschäftshaus (18./19. Jh.) (Q126341833)                   | Wohn- und Geschäftshaus (18./19. Jh.)                 | G   | Stadtplatz 50 587594 / 210366         |              |
| 304  | ja   | Datei hochladen · Wikidata zu Wohn- und Geschäftshaus (frühes 19. Jh.) (Q126341789)                | Wohn- und Geschäftshaus (frühes 19. Jh.)              | G   | Stadtplatz 15 587688 / 210388         |              |
| 326  | ja   | Datei hochladen · Wikidata zu Wohn- und Geschäftshaus (um 1800) (Q126341790)                       | Wohn- und Geschäftshaus (um 1800)                     | G   | Stadtplatz 16 587666 / 210442         |              |
| 345  | ja   | Datei hochladen · Wikidata zu Wohn- und Geschäftshaus (1913/14) (Q126341846)                       | Wohn- und Geschäftshaus (1913/14)                     | G   | Stadtplatz 9 587703 / 210403          |              |
| 345  | ja   | Datei hochladen · Wikidata zu Wohn- und Geschäftshaus (19. Jh.) (Q126341784)                       | Wohn- und Geschäftshaus (18. Jh.)                     | G   | Stadtplatz 11 587697 / 210396         |              |
| 345  | ja   | Datei hochladen · Wikidata zu Ehemaliges Gasthaus Löwen (um 1800) (Q126342101)                     | Ehemaliges Gasthaus Löwen (um 1800)                   | G   | Stadtplatz 13 587693 / 210392         |              |
| 347  | ja   | Datei hochladen · Wikidata zu Wohn- und Geschäftshaus (1830) (Q126341809)                          | Wohn- und Geschäftshaus (1830)                        | G   | Stadtplatz 30 587636 / 210411         |              |
| 351  | ja   | Datei hochladen · Wikidata zu Restaurant Jäger (Ende 18. Jh.) (Q126342119)                         | Restaurant Jäger (Ende 18. Jh.)                       | G   | Stadtplatz 7 587704 / 210413          |              |
| 353  | ja   | Datei hochladen · Wikidata zu Restaurant zur Brücke (1779) (Q126342130)                            | Restaurant zur Brücke (1779)                          | G   | Stadtplatz 64 587568 / 210335         |              |
| 358  | ja   | Datei hochladen · Wikidata zu Wohn- und Geschäftshaus (2. Hälfte 18. Jh.) (Q126341823)             | Wohn- und Geschäftshaus (2. Hälfte 18. Jh.)           | G   | Stadtplatz 42 587610 / 210383         |              |
| 370  | ja   | Datei hochladen · Wikidata zu Wohn- und Geschäftshaus (1895) (Q126342141)                          | Wohn- und Geschäftshaus (1895)                        | G   | Murtenstrasse 11 587357 / 210202      |              |
| 372  | ja   | Datei hochladen · Wikidata zu Ehemaliges Bauernhaus (1801) (Q126342099)                            | Ehemaliges Bauernhaus (1801)                          | G   | Lyssstrasse 12 587813 / 210578        |              |
| 382  | ja   | Datei hochladen · Wikidata zu Wohn- und Geschäftshaus (18. Jh.). (Q126341800)                      | Wohn- und Geschäftshaus (18. Jh.)                     | G   | Stadtplatz 25 587665 / 210364         |              |
| 387  | ja   | Datei hochladen · Wikidata zu Wohn- und Geschäftshaus (um 1800) (Q126341804)                       | Wohn- und Geschäftshaus (um 1800)                     | G   | Stadtplatz 28 587638 / 210416         |              |
| 388  | ja   | Datei hochladen · Wikidata zu Wohn- & Geschäftshaus (2. Hälfte 18. Jh.) (Q126341827)               | Wohn- und Geschäftshaus (2. Hälfte 18. Jh.)           | G   | Stadtplatz 45 587570 / 210303         |              |
| 443  | ja   | Datei hochladen · Wikidata zu Bauernhaus (1797) (Q126342093)                                       | Bauernhaus (1797)                                     | G   | Vorderes Grafenmoos 1 588861 / 209801 |              |
| 477  | ja   | Datei hochladen · Wikidata zu Wohn- und Geschäftshaus mit Schmiede (Anfang 19. Jh.) (Q126341849)   | Wohn- und Geschäftshaus mit Schmiede (Anfang 19. Jh.) | G   | Stadtplatz 56 587584 / 210355         |              |
| 481  | ja   | Datei hochladen · Wikidata zu Wohn- und Gewerbehaus (1783) (Q126341830)                            | Wohn- und Gewerbehaus (1783)                          | G   | Stadtplatz 5 587703 / 210420          |              |
| 487  | ja   | Datei hochladen · Wikidata zu Restaurant Hirschen (18./19. Jh.) (Q126341812)                       | Restaurant Hirschen (18./19. Jh.)                     | G   | Stadtplatz 32 587631 / 210407         |              |
| 491  | ja   | Datei hochladen · Wikidata zu Wohn- und Geschäftshaus (1823) (Q126341798)                          | Wohn- und Geschäftshaus (1823)                        | G   | Stadtplatz 22 587652 / 210431         |              |
| 503  | ja   | Datei hochladen · Wikidata zu Wohn- und Geschäftshaus (18./19. Jh.) (Q126341796)                   | Wohn- und Geschäftshaus (18./19. Jh.)                 | G   | Stadtplatz 19 587682 / 210380         |              |
| 503  | ja   | Datei hochladen · Wikidata zu Ehemaliges Schulhaus (1786) (Q126342103)                             | Ehemaliges Schulhaus (1786)                           | G   | Stadtplatz 21 587676 / 210375         |              |
| 556  | ja   | Datei hochladen · Wikidata zu Wohn- und Geschäftshaus (1858). (Q126341821)                         | Wohn- und Geschäftshaus (1858)                        | G   | Stadtplatz 40 587614 / 210390         |              |
| 561  | ja   | Datei hochladen · Wikidata zu Bauernhaus mit Gasthof Jurablick (1819) (Q126342095)                 | Bauernhaus mit Gasthof Jurablick (1819)               | G   | Spins 20 589308 / 211266              |              |
| 573  | ja   | Datei hochladen · Wikidata zu Wohnstock (1842 / 1856) (Q126342152)                                 | Wohnstock (1856 / 1842)                               | G   | Radelfingenstrasse 5 587873 / 210362  |              |
| 592  | BW   | Datei hochladen                                                                                    | Bauernhaus (1773/74)                                  | G   | Mülital 7 587678 / 208740             |              |
| 602  | ja   | Datei hochladen · Wikidata zu Restaurant Schwanen (um 1800) (Q126342128)                           | Restaurant Schwanen (um 1800)                         | G   | Stadtplatz 20 587656 / 210436         |              |
| 622  | ja   | Datei hochladen · Wikidata zu Wohn- / Geschäftshaus (frühes 19. Jh.) (Q126341815)                  | Wohn- und Geschäftshaus (frühes 19. Jh.)              | G   | Stadtplatz 34 587628 / 210403         |              |
| 623  | ja   | Datei hochladen · Wikidata zu Restaurant Puce (18./19. Jh.) (Q126342122)                           | Restaurant Puce (18./19. Jh.)                         | G   | Stadtplatz 23 587669 / 210369         |              |
| 632  | ja   | Datei hochladen · Wikidata zu Wohnhaus (1905) (Q126342146)                                         | Wohnhaus (1905)                                       | G   | Murtenstrasse 15 587349 / 210153      |              |
| 633  | ja   | Datei hochladen · Wikidata zu Ehemaliges Zollhaus (1745) (Q126342107)                              | Ehemaliges Zollhaus (1745)                            | G   | Stadtplatz 47 587566 / 210313         |              |
| 648  | ja   | Datei hochladen · Wikidata zu Wohn- und Geschäftshaus (frühes 19. Jh.). (Q126341794)               | Wohn- und Geschäftshaus (frühes 19. Jh.)              | G   | Stadtplatz 18 587661 / 210438         |              |
| 670  | ja   | Datei hochladen · Wikidata zu Wohn- und Geschäftshaus (19. Jh.) (Q126341802)                       | Wohn- und Geschäftshaus (2. Hälfte 19. Jh.)           | G   | Stadtplatz 27 587659 / 210361         |              |
| 674  | ja   | Datei hochladen · Wikidata zu Stöckli (1. Hälfte 19. Jh.) (Q126342136)                             | Stöckli (1. Hälfte 19. Jh.)                           | G   | Bahnhofstrasse 1a 587827 / 210508     |              |
| 759  | ja   | Datei hochladen · Wikidata zu Wohn- und Geschäftshaus (1914) (Q126341788)                          | Wohn- und Geschäftshaus (1914)                        | G   | Stadtplatz 14 587666 / 210448         |              |
| 771  | ja   | Datei hochladen · Wikidata zu Schwurstein (14./15. Jh.) (Q126342132)                               | Schwurstein (14./15. Jh.)                             | K   | Lyssstrasse N.N.1 587955 / 210788     |              |
| 1040 | ja   | Datei hochladen · Wikidata zu Gasthof zum Kreuz (1791) (Q126342111)                                | Gasthof zum Kreuz (1791)                              | G   | Lyssstrasse 4 587792 / 210510         |              |
| 1143 | ja   | Datei hochladen · Wikidata zu Wohnstock (um 1800) (Q126342148)                                     | Wohnstock (um 1800)                                   | G   | Bahnhofstrasse 1 587812 / 210499      |              |
| 1471 | ja   | Datei hochladen · Wikidata zu Bahnhof Aarberg (Q5845568)                                           | Bahnhof (1875/76)                                     | G   | Bahnhofstrasse 9 587840 / 210405      |              |
| 1519 | ja   | Datei hochladen · Wikidata zu Wohn- und Geschäftshaus (18. Jh.) (Q126341786)                       | Wohn- und Geschäftshaus (Ende 18. Jh.)                | G   | Stadtplatz 12 587659 / 210466         |              |
| 1701 | ja   | Datei hochladen · Wikidata zu Wohn- und Gewerbehaus (um 1910) (Q126342139)                         | Wohn- und Gewerbehaus (1910)                          | G   | Aareweg 6 587632 / 210721             |              |
| 1735 | ja   | Datei hochladen · Wikidata zu Ehemaliges Stadthaus des Klosters Frienisberg (um 1200) (Q126342105) | Ehemaliges Stadthaus des Klosters Frienisberg         | G   | Stadtplatz 29 587641 / 210344         |              |